# Seriana collina
Seriana collina är en insektsart som beskrevs av Irena Dworakowska 1979. Seriana collina ingår i släktet Seriana och familjen dvärgstritar. Inga underarter finns listade i Catalogue of Life.